# Sarah Palfrey Cooke
Sarah Hammond Palfrey, I voto Fabyan, II voto Cooke, III voto Danzig (ur. 18 września 1912 w Sharon, zm. 27 lutego 1996 w Nowym Jorku) – tenisistka amerykańska, 18-krotna zwyciężczyni turniejów wielkoszlemowych w grze pojedynczej, podwójnej i mieszanej, w tym dwukrotnie mistrzostw USA w grze pojedynczej.
Sarah Palfrey była trzecią z pięciu sióstr, z których każda grała w tenisa i mogła się pochwalić przynajmniej jednym tytułem mistrzyni USA juniorek. Najbardziej utytułowana z rodzeństwa, Sarah triumfowała w rozgrywkach juniorskich łącznie 13 razy – trzy razy była mistrzynią do lat 18 w grze pojedynczej (1928, 1929, 1930), trzy razy mistrzynią do lat 18 w grze podwójnej (1926, 1928, 1928, z siostrą Mary Ann), trzy razy halową mistrzynią do lat 18 w grze pojedynczej (1927, 1928, 1930), wreszcie cztery razy halową mistrzynią do lat 18 w grze podwójnej (1927, 1928 i 1929 z Mary Ann, 1930 z najmłodszą siostrą Joanną). W dorosłych mistrzostwach USA (obecne US Open) debiutowała jako 15-latka w 1928, bez większych sukcesów, natomiast po raz pierwszy poza Ameryką wystąpiła w 1930.
W pierwszych latach kariery wiele zawdzięczała radom Hazel Hotchkiss Wightman, z którą tworzyła parę deblową. Ze starszą o prawie 30 lat Wightman triumfowała pięć razy w halowych mistrzostwach USA (1928, 1929, 1930, 1931, 1933). Właśnie Hazel Wightman namówiła praworęczną Palfrey do gry ofensywnej, z częstymi atakami wolejowymi. Umiejętności gry przy siatce, elegancki bekhend i uśmiech, towarzyszący zawodniczce zarówno w chwilach sukcesu, jak i sportowej porażki, zjednały Sarah Palfrey wielu kibiców. Bud Collins określił ją mianem „Mary Pickford kortów”.
Po raz pierwszy Palfrey dotarła do finału mistrzostw USA w singlu w 1934, ale musiała uznać wyższość Helen Jacobs. Sytuacja powtórzyła się rok później. Dopiero w swoim trzynastym starcie w 1941 Palfrey odniosła końcowe zwycięstwo, w finałowym meczu pokonując Pauline Betz. Ze względu na ciążę, a także sprawy rodzinne (mąż, tenisista Elwood Cooke, przebywał na froncie), nie broniła tytułu w 1942. Na nowojorskie korty powróciła już po urodzeniu dziecka, wygrywając po raz drugi mistrzostwa USA w 1945 (tym samym powtórzyła osiągnięcie Hazel Wightman, pierwszej tenisistki-matki z tytułem mistrzyni USA). W finale 1945 Palfrey ponownie pokonała Pauline Betz, po dramatycznym pojedynku 3:6, 8:6, 6:4 (wygrała ostatnie trzy gemy, odrabiając stratę jednego przełamania serwisu). Betz występowała nieprzerwanie w finałach mistrzostw USA (jedynej imprezy wielkoszlemowej rozgrywanej w okresie II wojny światowej) w latach 1941–1946 i właśnie Sarah Palfrey była jej jedyną pogromczynią.
W rankingu amerykańskim Palfrey figurowała na czele w latach swoich triumfów w mistrzostwach USA – w 1941 i 1945, a w czołowej dziesiątce łącznie trzynaście razy. W nieoficjalnym rankingu światowym była w pierwszej dziesiątce w latach 1933–1939 (nie prowadzono klasyfikacji w okresie wojny). Inne turnieje wielkoszlemowe (w Australii nie startowała) nie przyniosły jej tak bogatych sukcesów jak mistrzostwa USA. Dwukrotnie wygrała Wimbledon w deblu, partnerując Alice Marble (w tym w 1939, kiedy Marble wygrała wszystkie trzy konkurencje), raz triumfowała w mistrzostwach Francji w grze mieszanej (1939, z Elwoodem Cooke). Gry podwójne na mistrzostwach USA przyniosły jej łącznie trzynaście tytułów (dziewięć debel, cztery mikst). W 1945 Palfrey wygrała grę podwójną na turnieju w Cincinnati w parze z Dorothy Cheney, ale została również dopuszczona do męskiego debla, w parze z mężem Elwoodem. Ten nietypowy występ zakończyła porażką dopiero w finale z Billem Talbertem i Halem Surface.
W latach 1930–1939 nieprzerwanie znajdowała się w reprezentacji amerykańskiej w Pucharze Wightman. Partnerowała w deblu Helen Jacobs, Helen Wills, Alice Marble, ale grała także single. Bilans jej występów w grze pojedynczej to 7 zwycięstw i 4 porażki, w grze podwójnej 7 zwycięstw i 2 porażki, a z wszystkich lat, w których występowała, jedynie w 1930 trofeum nie przypadło Amerykankom (Palfrey uległa wówczas zdecydowanie w singlu Phyllis Mudford).
Karierę amatorską zakończyła w 1946. Próbowała sił jako zawodowa trenerka, pracowała w sektorze prywatnym, publikowała artykuły o tematyce tenisowej. Na przełomie lat 40. i 50. zaangażowała się razem z Alice Marble w walkę z rasizmem w tenisie, dzięki czemu w 1950 w mistrzostwach USA mogła wystąpić czarnoskóra Althea Gibson. W 1963 Sarah Palfrey została wpisana do Międzynarodowej Tenisowej Galerii Sławy.

## Osiągnięcia w turniejachwielkoszlemowych
- mistrzostwa Francji
  - gra podwójna – finał 1934 (z Helen Jacobs)
  - gra mieszana – wygrana 1939 (z Elwoodem Cooke)
- Wimbledon
  - gra podwójna – wygrane 1938, 1939 (obie z Alice Marble), finały 1930 (z Edith Cross), 1936 (z Helen Jacobs)
  - gra mieszana – finały 1936 (z Donem Budge), 1938 (z Hennerem Henkelem)
- mistrzostwa USA
  - gra pojedyncza – wygrane 1941, 1945, finały 1934, 1935
  - gra podwójna – wygrane 1930 (z Betty Nuthall), 1932, 1934, 1935 (wszystkie z Helen Jacobs), 1937, 1938, 1939, 1940 (wszystkie z Alice Marble), 1941 (z Margaret Osborne), finał 1936 (z Helen Jacobs)
  - gra mieszana – wygrane 1932 (z Fredem Perry), 1935 (z Enrique Maierem), 1937 (z Donem Budge), 1941 (z Jackiem Kramerem), finały 1933 (z George Lottem), 1936 (z Donem Budge), 1939 (z Elwoodem Cooke)

## Finały singlowe w turniejach wielkoszlemowych
- mistrzostwa USA 1934 – 1:6, 4:6 z Helen Jacobs
- mistrzostwa USA 1935 – 1:6, 4:6 z Helen Jacobs
- mistrzostwa USA 1941 – 6:1, 6:4 z Pauline Betz
- mistrzostwa USA 1945 – 3:6, 8:6, 6:4 z Pauline Betz